# Fordyce (Nebraska)
Fordyce és una població dels Estats Units a l'estat de Nebraska. Segons el cens del 2000 tenia 182 habitants.

## Demografia
Segons el cens del 2000, Fordyce tenia 182 habitants, 65 habitatges, i 46 famílies. La densitat de població era de 439,2 habitants per km².
Dels 65 habitatges en un 44,6% hi vivien nens de menys de 18 anys, en un 64,6% hi vivien parelles casades, en un 4,6% dones solteres, i en un 27,7% no eren unitats familiars. En el 26,2% dels habitatges hi vivien persones soles el 15,4% de les quals corresponia a persones de 65 anys o més que vivien soles. El nombre mitjà de persones vivint en cada habitatge era de 2,8 i el nombre mitjà de persones que vivien en cada família era de 3,47.
Per edats la població es repartia de la següent manera: un 36,3% tenia menys de 18 anys, un 2,7% entre 18 i 24, un 24,7% entre 25 i 44, un 17% de 45 a 60 i un 19,2% 65 anys o més.
L'edat mediana era de 38 anys. Per cada 100 dones de 18 o més anys hi havia 100 homes.
La renda mediana per habitatge era de 34.688 $ i la renda mediana per família de 37.031 $. Els homes tenien una renda mediana de 27.083 $ mentre que les dones 16.786 $. La renda per capita de la població era de 14.608 $. Aproximadament el 2,4% de les famílies i el 4,3% de la població estaven per davall del llindar de pobresa.

## Poblacions més properes
El següent diagrama mostra les poblacions més properes.